# Hasan Karaman
Hasan Karaman (ur. 30 marca 1948, zm. 9 września 1999) – turecki zapaśnik walczący w stylu wolnym. Brązowy medalista mistrzostw Europy w 1970. Triumfator igrzysk śródziemnomorskich w 1971 roku.